# Хатанзейский, Пётр Мокеевич
Пётр Мокеевич Хатанзейский (25 декабря 1910 — 12 ноября 1985) — советский государственный деятель. Председатель Окрисполкома Ненецкого национального округа (1950—1961).

## Биография
Родился 25 декабря 1910 года в семье батрака-ненца в Малоземельской тундре Пустозерской волости Печорского уезда.
В  1924 году окончил 4 класса сельской школы в селе Великовисочное, затем учился на Северном отделении рабфака Ленинградского государственного университета.
В 1926-1932 годах — учился в коммунистическом университете трудящихся Востока в Москве. С 1933 по 1937 годы работал инструктором и заведующим отделом Ненецкого окружного комитета ВЛКСМ. С 1938 по 1939 годы — заведующий сельхозотделом окружной газеты «Няръяна вындер». В 1939 году вступил в ВКП(б). Позднее,  с 1939 по 1945 годы заведующий отделом окружного комитета ВКП(б), второй секретарь Канино-Тиманского районного комитета ВКП(б). С 1945 по 1948 годы секретарь Ненецкого Окрисполкома. С 1948 по 1949 годы заведующий культпросветотделом Ненецкого окрисполкома, с 1949 по 1950 годы первый секретарь Амдерминского районного комитета ВКП(б). В 1948 году окончил двухгодичную областную партийную школу, в 1955 — годичные курсы переподготовки руководящих партийных, советских, газетных работников при ЦК КПСС. С 1950 по 1961 годы — председатель Ненецкого окрисполкома. С 1962 по 1967 годы директор совхоза «Колгуевский».
Награжден медалью «За доблестный труд в Великой Отечественной войне 1941-1945 гг.», орденом «Знак Почета» в 1965 году, большой серебряной медалью «За успехи в социалистическом сельском хозяйстве» в 1955 году и малыми золотыми медалями ВСХВ в 1954 и 1957 годах, почетной грамотой Президиума Верховного Совета РСФСР в 1960 году.
Умер 12 ноября 1985 года в Ярославле.